# Dubna (dopływ Dźwiny)
Dubna – rzeka na Łotwie, w Łatgalii, prawy dopływ Dźwiny. Ma 105 km długości.
Wypływa z jeziora Cārmins, przepływa przez miejscowości Špoģi, Vecvārkava i Rožupe, a w Līvāni wpada do Dźwiny. Największym dopływem jest licząca 72 km długości Feimanka, którą Dubna przyjmuje z prawej strony. Oprócz niej – Oša (62 km), Kalupe (32 km) i Jāša (28 km).